# باتريك بورن
باتريك بورن (بالإنجليزية: Patrick Bourne)‏ هو سياسي أمريكي، ولد في 11 أبريل 1964 في أوماها في الولايات المتحدة. حزبياً، نشط في الحزب الديمقراطي.